# Utilización de la capacidad

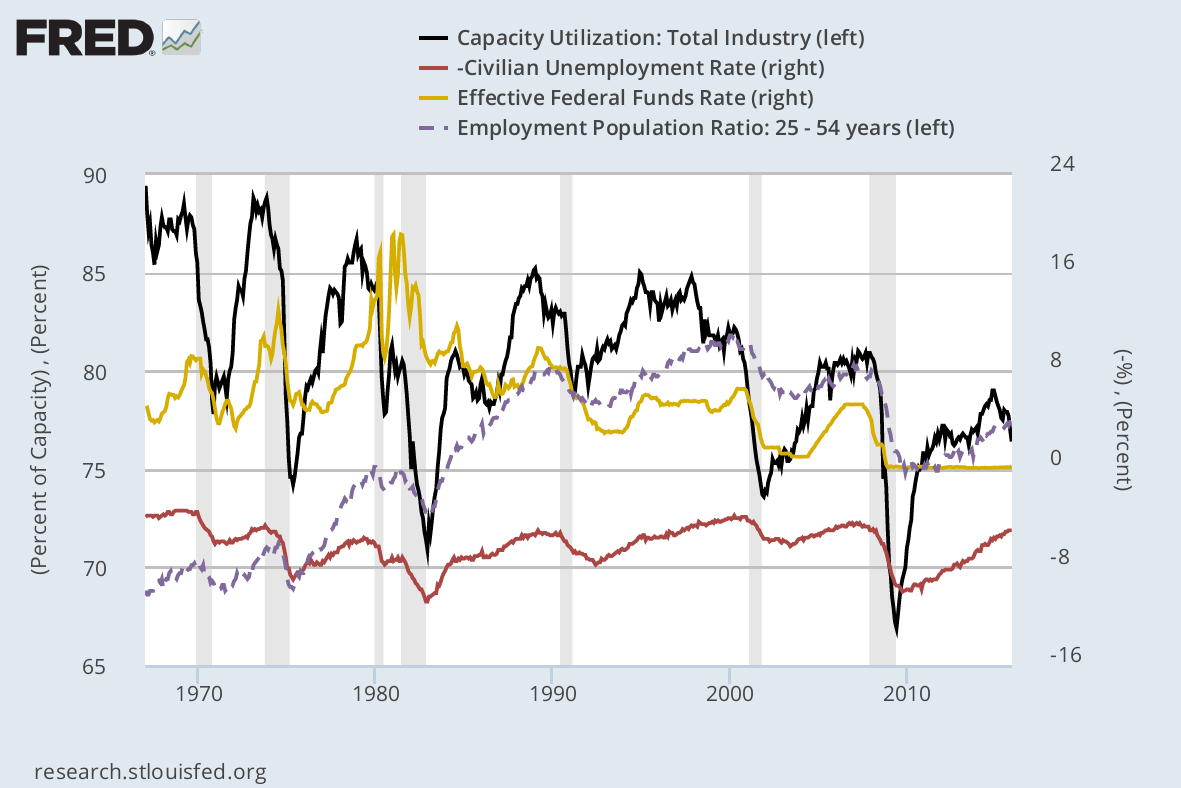
Utilización de la capacidad (línea negra) en la manufactura de Estados Unidos, tasa de empleo (línea punteada), tasa de desempleo (línea roja, invertida, escala derecha), tasa de interés (línea amarilla, escala derecha)

La utilización de la capacidad es el grado en que una empresa o país emplea su capacidad productiva instalada (la producción máxima que podría alcanzar, o volumen máximo de producción). Es la relación entre lo que realmente se produce con el equipo instalado y lo que se podría producir.
Normalmente la utilización de la capacidad se refiere a un período de tiempo (por ejemplo un año natural), porque va variando (en un período puede ser alta, y al siguiente, bajar). Se calcula dividiendo la producción real en ese período por la capacidad total, expresando el resultado como un porcentaje. También se expresa como "utilización de la capacidad instalada".

## Medidas económicas y de ingeniería
Una de las definiciones más utilizadas de "tasa de utilización de la capacidad" es la relación (en la acepción 9 de la RAEː «resultado de comparar dos cantidades expresadas en números») entre la producción real y la producción potencial. Debe tenerse en cuenta que la producción potencial puede definirse de al menos 2 maneras diferentes.

### Definición de ingeniería
Una es la definición "ingenieril" o "técnica", según la cual la producción potencial representa la cantidad máxima de producción  en el corto plazo con el stock de capital existente. Así, una definición estándar de utilización de la capacidad es, en el período considerado, el promedio (ponderado) de las relaciones entre la producción real de las empresas y lo máximo que podrían producir, con las fábricas y equipos existentes (véase Johanson, 1968). La producción puede medirse en unidades físicas o en valor de mercado (unidades monetarias de cada país), siendo más habitual lo segundo.
Sin embargo, a medida que aumentara la producción, y mucho antes de que se alcanzara el límite técnico absoluto de producción, la mayoría de las empresas podrían experimentar un aumento en el coste promedio de producción. Por ejemplo, pueden surgir costes promedio más altos debido a la necesidad de operar turnos adicionales, realizar mantenimiento adicional en la planta, etc. También debe considerarse que, en una situación económica normal, hay empresas que operan a plena capacidad (porque sus productos son muy demandados).

### Definición económica
Un enfoque alternativo, a veces llamado tasa de utilización económica, es medir la relación entre la producción real y el nivel de producción más allá del cual el coste promedio de producción comienza a aumentar. En este caso, se pregunta a las empresas encuestadas en qué medida les sería factible aumentar la producción de las plantas y equipos existentes, sin aumentar los costes unitarios (véase Berndt y Morrison, 1981). Normalmente, esta medida producirá una tasa alrededor de 10 puntos porcentuales más alta que la medida de "ingeniería", pero las series temporales muestran el mismo movimiento a lo largo del tiempo.

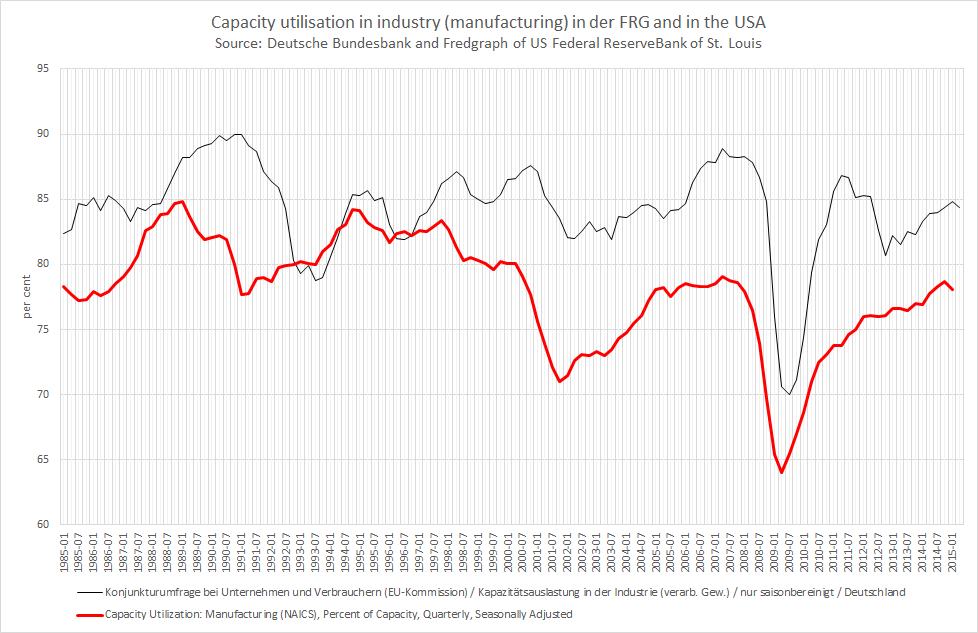
Utilización de la capacidad en la industria manufacturera en la RFA y en los EE. UU.

En las estadísticas económicas, la utilización de la capacidad normalmente se mide en las industrias productoras de bienes a nivel de planta. Los resultados se presentan como una tasa porcentual promedio por industria y para toda la economía, donde el 100 % o porcentajes un poco por debajo indican que se opera a plena capacidad. A esta tasa a veces también se le denomina "tasa de operación". Si es alta, se considera que se opera a plena capacidad, mientras que si es baja (por ejemplo, por debajo del 70 %), existe una situación de "exceso de capacidad", "capacidad excedente" o "capacidad ociosa" (referencia UNR). Las tasas observadas a menudo se convierten en índices. La utilización de la capacidad es mucho más difícil de medir en las industrias de servicios.
Ha habido cierto debate entre los economistas sobre la validez de las medidas estadísticas de utilización de la capacidad, porque dependen fuertemente de las preguntas formuladas en la encuesta y de los principios de valoración utilizados para medir la producción. Además, la eficiencia de la producción puede cambiar con el tiempo, debido a nuevas tecnologías.
Por ejemplo, Michael Perelman ha argumentado en su libro de 1989 Keynes, la teoría de la inversión y el frenazo económicoː el papel de la inversión de reemplazo y las ratios Q que la medición de este indicador económico por parte de la Junta de la Reserva Federal de los Estados Unidos no es muy reveladora. Antes de principios de la década de 1980, sostiene Perelman, las empresas estadounidenses contaban con una gran capacidad adicional. En ese momento, funcionar cerca del 80 % indicaría que una planta estaba a punto de alcanzar los límites de capacidad. Sin embargo, desde entonces, las empresas han eliminado gran parte de su capacidad más ineficiente. En consecuencia, una utilización de la capacidad actual del 77 % equivaldría a un nivel histórico del 70 %, opina Perelman. Este indicador económico, como se ve bastante incierto, es sin embargo muy utilizado en análisis y diagnósticos.

## Importancia económica
Si crece la demanda, en principio la utilización de la capacidad aumentará (puede estar ya al máximo, y ese aumento de la demanda satisfacerse con importaciones). Si la demanda se debilita, bajará la utilización de la capacidad. Los economistas y banqueros a menudo observan los indicadores de utilización de la capacidad para detectar señales de presiones inflacionariasː cuando la utilización de la capacidad es elevada, esto indica una alta demanda, que puede traducirse en un aumento de precios.
A menudo se considera que, cuando la utilización de la capacidad supera el rango comprendido entre el 82 y el 85 %, aumentará la inflación. De manera análoga, si ante un aumento de la inflación la utilización de la capacidad no se sitúa en niveles elevados, se podrá deducir que esa inflación no se debe a la alta demanda, sino a otras causas, como un choque de precios energéticos.
Los tenedores de bonos consideran que una fuerte utilización de la capacidad (por encima de la tasa de tendencia) es un indicador adelantado de una mayor inflación. Una mayor inflación (o la expectativa de una mayor inflación) reduce los precios de los bonos, lo que a menudo genera un mayor rendimiento para compensar la mayor tasa de inflación esperada.
Implícitamente, la utilización de la capacidad también es un indicador de la eficiencia con que se emplean los factores de producción. Mucha evidencia estadística y anecdótica muestra que muchas industrias en las economías capitalistas desarrolladas sufren un exceso crónico de capacidad. Los críticos del capitalismo de mercado, por lo tanto, sostienen que el sistema no es tan eficiente como puede parecer, ya que, teóricamente, se podría producir al menos un 20 % más.

### Teoría moderna del ciclo económico
El concepto de utilización de la capacidad fue introducido en la teoría moderna del ciclo económico por Greenwood, Hercowitz y Huffman (1988). Ilustraron cómo la utilización de la capacidad es importante para lograr que, en los modelos económicos, las correlaciones del ciclo económico encajen con los datos cuando se produce un choque (economía) en la inversión.

## Fórmula del porcentaje de la brecha de producción
Como indicador derivado, el "porcentaje de brecha de producción" (output gap en inglés, el producto interior bruto real menos el potencial, %OG) se puede medir como la diferencia entre el PIB real (AO por sus siglas en inglés) y el PIB potencial (PO) dividida por la producción potencial y multiplicada por 100%:
 %OG = [(AO – PO)/PO] × 100%.

## Índices de utilización de la capacidad empleados por la Reserva Federal y el Instituto para la Gestión del Suministro
En la encuesta sobre capacidad de las fábricas empleada por la junta de la Reserva Federal de Estados Unidos para calcular el índice de utilización de la capacidad, se pregunta a las empresas sobre «el nivel máximo de producción que el establecimiento podría razonablemente esperar alcanzar en condiciones de funcionamiento normales y realistas, utilizando plenamente los equipos instalados».
En cambio, el índice del Instituto para la Gestión del Suministro (ISM por sus siglas en inglés, una organización privada sin ánimo de lucro) pide a los encuestados que midan su producción actual en relación con la "capacidad normal", y esto arroja una tasa de utilización que es entre 4 y 10 puntos porcentuales más alta que la medida de la Reserva Federal. Esto es lógico, porque las preguntas son distintas. Eso sí, las series temporales de ambos índices muestran más o menos el mismo movimiento histórico.
Véase Junta de Gobernadores del Sistema de la Reserva Federal: Producción industrial y utilización de la capacidad.

## Valores observados del indicador
La tasa promedio de utilización de la capacidad de toda la economía en Estados Unidos desde 1967 fue de alrededor del 81,6 %, según la medición de la Reserva Federal. En Europa la cifra no es muy distinta, mientras que en Japón la cifra es apenas ligeramente superior.
Se estimó que en 2003/2004 la tasa media de utilización de la capacidad productiva instalada en la industria, en algunas zonas importantes del mundo, sería la siguiente (cifras redondeadas):

### Tasa de utilización promedio
- Estados Unidos 79,5 % (abril de 2008 — medición de la Reserva Federal)
- Japón 83–86 % (Banco de Japón)
- Unión Europea 82 % (estimación del Banco de España)
- Australia 80 % (estimación del Banco Nacional)
- Brasil 60–80 % (varias fuentes)
- India 70 % (línea de negocio hindú)
- China quizás el 60 % (varias fuentes)
- Turquía 79,8 % (septiembre de 2008 — Instituto Turco de Estadística ) [7]
- Canadá 87 % (Estadísticas Canadá)